# 金银滩镇
金银滩镇，是中华人民共和国宁夏回族自治区吴忠市利通区下辖的一个乡镇级行政单位。

## 行政区划
金银滩镇下辖以下地区：
永新社区、四支渠村、灵白村、银新村、沟台村、西滩村、团庄村、杨马湖村、新渠村、东沟湾村、良繁街道生活区、金川街道生活区和园艺场。